# إوكسينوبوليس
إوكسينوبوليس (باليونانية Ευξεινούπολις) هي مدينة ماغنيسيا في دولة اليونان. المغنيسيا (باليونانية: Μαγνησία) المستمدة من اسم قبيلة ماغنيت، هي واحده من الوحدات الإقليمية لليونان.وهو جزء من منطقة ثيساليا.عاصمتها مدينة فولوس.و حوالي 70% من السكان يعيشون في منطقة فولوس الكبرى.